# Gobiernos de la Segunda República Española en el exilio

Bandera de la Segunda República Española.

Los gobiernos de la Segunda República Española en el exilio fueron los gobiernos que se formaron fuera de España y que intentaron mantener la legitimidad de la Segunda República española tras la derrota del bando republicano en la guerra civil española de 1936-1939.

## Presidentes de la Segunda República española en el exilio (1939-1977)
- Diego Martínez Barrio (28 de febrero de 1939 - 1940)
- Álvaro de Albornoz Liminiana (1940 - 17 de agosto de 1945)
- Diego Martínez Barrio (17 de agosto de 1945 - 1 de enero de 1962)
- Luis Jiménez de Asúa (1 de enero de 1962 - 16 de noviembre de 1970)
- José Maldonado González (16 de noviembre de 1970 - 21 de junio de 1977)

El 21 de junio de 1977 las Instituciones de la Segunda República Española en el exilio se autodisuelven tras reconocer la legitimidad de las Cortes surgidas tras las elecciones del 15 de junio de 1977.

## Gobierno deJuan Negrín López(IV-1939 / 21-VIII-1945)
| Partido político                   |                                          | Partido Socialista Obrero Español |
| Partido político                   | Izquierda Republicana                    |                                   |
| Partido político                   | Confederación Nacional del Trabajo       |                                   |
| Partido político                   | Unión Republicana                        |                                   |
| Partido político                   | Partido Comunista de España              |                                   |
| Partido político                   | Partido Socialista Unificado de Cataluña |                                   |
| Partido político                   | Acción Nacionalista Vasca                |                                   |
| Cartera                            | Nombre                                   | Nombre                            |
| Presidente y Defensa Nacional      |                                          | Juan Negrín López                 |
| Estado                             |                                          | Julio Álvarez del Vayo            |
| Justicia                           |                                          | Ramón González Peña               |
| Hacienda y Economía                |                                          | Francisco Méndez Aspe             |
| Gobernación                        |                                          | Paulino Gómez Sáiz                |
| Instrucción Pública y Bellas Artes |                                          | Segundo Blanco González           |
| Obras Públicas                     |                                          | Antonio Velao Oñate               |
| Comunicaciones y Transportes       |                                          | Bernardo Giner de los Ríos García |
| Agricultura                        |                                          | Vicente Uribe Galdeano            |
| Trabajo y Asistencia Social        |                                          | José Moix Regás                   |
| Ministros sin cartera              |                                          | José Giral Pereira                |
| Ministros sin cartera              | Tomás Bilbao Hospitalet                  |                                   |

## Gobierno deJosé Giral Pereira(21-VIII-1945 / 26-I-1947)
| Partido político                                   |                                          | Unión Republicana              |
| Partido político                                   | Izquierda Republicana                    |                                |
| Partido político                                   | Partido Socialista Obrero Español        |                                |
| Partido político                                   | Esquerra Republicana de Catalunya        |                                |
| Partido político                                   | Confederación Nacional del Trabajo       |                                |
| Partido político                                   | Partido Nacionalista Vasco               |                                |
| Partido político                                   | Unión General de Trabajadores            |                                |
| Partido político                                   | Acció Catalana Republicana               |                                |
| Partido político                                   | Partido Comunista de España              |                                |
| Partido político                                   | Partido Galeguista                       |                                |
| Cartera                                            | Nombre                                   | Nombre                         |
| Presidente                                         |                                          | José Giral Pereira             |
| Estado                                             |                                          | Fernando de los Ríos Urruti    |
| Estado                                             | José Giral Pereira (desde abril de 1946) |                                |
| Justicia                                           |                                          | Álvaro de Albornoz y Liminiana |
| Defensa                                            |                                          | General Juan Hernández Saravia |
| Hacienda y Economía (Hacienda desde abril de 1946) |                                          | Augusto Barcia Trelles         |
| Economía (desde abril de 1946)                     |                                          | Enrique de Francisco Jiménez   |
| Gobernación                                        |                                          | Manuel Torres Campañá          |
| Instrucción Pública y Bellas Artes                 |                                          | Miquel Santaló i Parvorell     |
| Obras Públicas                                     |                                          | Horacio Martínez Prieto        |
| Agricultura                                        |                                          | José Expósito Leiva            |
| Industria y Comercio                               |                                          | Manuel de Irujo Ollo           |
| Emigración                                         |                                          | Trifón Gómez San José          |
| Ministros sin cartera                              |                                          | Ángel Ossorio y Gallardo       |
| Ministros sin cartera                              | Lluis Nicolau d'Olwer                    |                                |
| Ministros sin cartera (desde abril de 1946)        |                                          | Santiago Carrillo Solares      |
| Ministros sin cartera (desde abril de 1946)        | Alfonso Rodriguez Castelao               |                                |
| Ministros sin cartera (desde abril de 1946)        | Rafael Sánchez Guerra                    |                                |

## Gobierno deRodolfo Llopis Ferrándiz(II-1947 / VIII-1947)
| Partido político     |                                    | Unión Republicana          |
| Partido político     | Partido Socialista Obrero Español  |                            |
| Partido político     | Partido Nacionalista Vasco         |                            |
| Partido político     | Izquierda Republicana              |                            |
| Partido político     | Esquerra Republicana de Catalunya  |                            |
| Partido político     | Unión General de Trabajadores      |                            |
| Partido político     | Partido Comunista de España        |                            |
| Partido político     | Confederación Nacional del Trabajo |                            |
| Cartera              | Nombre                             | Nombre                     |
| Presidente y Estado  |                                    | Rodolfo Llopis Ferrándiz   |
| Justicia             |                                    | Manuel de Irujo Ollo       |
| Defensa e Interior   |                                    | Julio Just Jimeno          |
| Hacienda             |                                    | Fernando Valera Aparicio   |
| Instrucción Pública  |                                    | Miquel Santaló i Parvorell |
| Trabajo y Emigración |                                    | Trifón Gómez San José      |
| Economía             |                                    | Vicente Uribe Galdeano     |
| Información          |                                    | Luís Montoliú              |

## 1erGobierno deÁlvaro de Albornoz y Liminiana(VIII-1947 / 1949)
| Partido político                  |                                    | Unión Republicana              |
| Partido político                  | Izquierda Republicana              |                                |
| Partido político                  | Confederación Nacional del Trabajo |                                |
| Cartera                           | Nombre                             | Nombre                         |
| Presidente y Estado               |                                    | Álvaro de Albornoz y Liminiana |
| Justicia y Hacienda               |                                    | Fernando Valera Aparicio       |
| Defensa                           |                                    | General Juan Hernández Saravia |
| Gobernación                       |                                    | Julio Just Jimeno              |
| Instrucción Pública e Información |                                    | Salvador Quemades              |
| Emigración                        |                                    | Manuel Torres Campañá          |
| Economía                          |                                    | Eugenio Arauz Pallardó         |

## 2.º Gobierno deÁlvaro de Albornoz y Liminiana(1949 / I-1951)
| Partido político                            |                              | Unión Republicana              |
| Partido político                            | Izquierda Republicana        |                                |
| Cartera                                     | Nombre                       | Nombre                         |
| Presidente y Estado                         |                              | Álvaro de Albornoz y Liminiana |
| Vicepresidente y Hacienda                   |                              | Fernando Valera Aparicio       |
| Secretario del Consejo                      |                              | Eugenio Arauz Pallardó         |
| Justicia                                    |                              | José Maldonado González        |
| Ministros sin cartera con misión en América |                              | Félix Gordón Ordás             |
| Ministros sin cartera con misión en América | General José Asensio Torrado |                                |
| Ministros sin cartera con misión en América | Vicente Sol Sánchez          |                                |
| Ministros sin cartera con misión en Europa  |                              | Manuel Serra i Moret           |
| Ministros sin cartera con misión en Europa  | José María Semprún Gurrea    |                                |

## 1erGobierno deFélix Gordón Ordás(I-1951 / 1956)
| Partido político                     |                                  | Unión Republicana              |
| Partido político                     | Izquierda Republicana            |                                |
| Cartera                              | Nombre                           | Nombre                         |
| Presidente y Hacienda                |                                  | Félix Gordón Ordás             |
| Estado                               |                                  | Fernando Valera Aparicio       |
| Justicia                             |                                  | Joan Puig i Ferreter           |
| Defensa                              |                                  | General Emilio Herrera Linares |
| Acción en el Interior y en el Exilio |                                  | Julio Just Jimeno              |
| Información, Propaganda y Archivos   |                                  | Eugenio Arauz Pallardó         |
| Ministros sin cartera                |                                  | José María Semprún Gurrea      |
| Ministros sin cartera                | José Antonio Balbontín Gutiérrez |                                |
| Ministros sin cartera                | Victoria Kent Siano              |                                |

## 2.º Gobierno deFélix Gordón Ordás(1956 / IV-1960)
| Partido político                                            |                                  | Unión Republicana              |
| Partido político                                            | Izquierda Republicana            |                                |
| Cartera                                                     | Nombre                           | Nombre                         |
| Presidente, Hacienda y Acción en el Interior                |                                  | Félix Gordón Ordás             |
| Secretario del Consejo e Información, Propaganda y Archivos |                                  | S. Etcheverría                 |
| Estado                                                      |                                  | Fernando Valera Aparicio       |
| Justicia y Acción en el Exilio                              |                                  | Julio Just Jimeno              |
| Defensa                                                     |                                  | General Emilio Herrera Linares |
| Ministros sin cartera                                       |                                  | José María Semprún Gurrea      |
| Ministros sin cartera                                       | José Antonio Balbontín Gutiérrez |                                |
| Ministros sin cartera                                       | General José Asensio Torrado     |                                |

## Gobierno deEmilio Herrera Linares(IV-1960 / 28-II-1962)
| Partido político                       |                                  | Acción Republicana Democrática Española |
| Cartera                                | Nombre                           | Nombre                                  |
| Presidente, Hacienda y Defensa         |                                  | General Emilio Herrera Linares          |
| Vicepresidente e Interior y Emigración |                                  | Julio Just Jimeno                       |
| Secretario del Consejo y Estado        |                                  | Fernando Valera Aparicio                |
| Justicia                               |                                  | Antonio Alonso Baños                    |
| Información                            |                                  | M. García                               |
| Ministros delegados                    |                                  | Vicente Álvarez-Buylla                  |
| Ministros delegados                    | Jesús Vázquez Gayoso             |                                         |
| Ministros delegados                    | José Antonio Balbontín Gutiérrez |                                         |
| Ministros delegados                    | General José Asensio Torrado     |                                         |
| Ministros delegados                    | José María Semprún Gurrea        |                                         |
| Ministros delegados                    | Federico Escofet Alsina          |                                         |
| Ministros delegados                    | J. Canabal                       |                                         |

## Gobierno deClaudio Sánchez Albornoz y Menduiña(28-II-1962 / 28-II-1971)
| Partido político       |        | Acción Republicana Democrática Española |
| Cartera                | Nombre | Nombre                                  |
| Presidente             |        | Claudio Sánchez Albornoz y Menduiña     |
| Estado                 |        | Fernando Valera Aparicio                |
| Justicia e Información |        | José Maldonado González                 |
| Interior y Emigración  |        | Julio Just Jimeno                       |
| Ministro sin cartera   |        | Félix Gordón Ordás                      |

## Gobierno deFernando Valera Aparicio(28-II-1971 / 21-VI-1977)
| Partido político                       |                               | Acción Republicana Democrática Española |
| Cartera                                | Nombre                        | Nombre                                  |
| Presidente y Estado                    |                               | Fernando Valera Aparicio                |
| Vicepresidente e Interior y Emigración |                               | Julio Just Jimeno                       |
| Justicia                               |                               | Antonio Alonso Baños                    |
| Economía                               |                               | Macrino Suárez Méndez                   |
| Ministros delegados                    |                               | Francisco Giral González                |
| Ministros delegados                    | Manuel de Rivacoba y Rivacoba |                                         |